# あずえりR
『あずえりR』（あずえりアール）は、2019年7月9日から2023年8月2日まで、ニコニコチャンネルと連携した形でニコニコ生放送にて配信されていたインターネットラジオ番組。パーソナリティは声優の和氣あず未と鈴木絵理。
本項目では2023年8月7日から2024年12月16日までOPENREC.tvにて配信されていた『あずえりRG』（あずえりアールジー）についても記述する。

## 概要
2019年7月9日よりニコニコチャンネル「セカンドショットちゃんねる」で配信開始された、和氣あず未と鈴木絵理がパーソナリティを務めるラジオ番組。この番組名の「R」は、Radio（ラジオ）、ReadingDrama（朗読劇）、Revolution等の頭文字をとったもので、内容は無限の可能性を秘める「R」の世界である。ニコニコチャンネルでは配信直後にアフタートーク、および1週間のタイムシフト期間終了後に完全版のアーカイブが「セカンドショットちゃんねる」の有料会員限定で公開されている。
2023年8月2日をもって『あずえりR』としてのニコニコ生放送での配信を終了。同月7日からOPENREC.tv「セカンドショットGAME部」に移行の上、配信時間も変更された。また、タイトルも『あずえりRG』に改題されたほか、配信形態も毎週月曜日19時に収録分、19時30分から生配信がそれぞれ実施されることになった。なお、生配信は前半は無料パート、後半は有料パートがそれぞれ配信された。2024年1月9日からは火曜日19時に収録分が配信され、生配信は不定期となったが、2024年6月3日から毎週生配信となった。2024年12月16日をもって『あずえりRG』も終了した。

## 配信時間
配信開始から2023年8月2日まで
- 火・水曜 21:45頃 - 22:00
  - ニコニコ生放送にてストリーミング配信
  - 本番組の配信枠「セカンドショットナイト」のCMおよび番組宣伝の配信時間によっては、本番組の開始時刻が前後する場合があった。
  - YouTubeの「セカンドショットちゃんねる」でも本編のみ同時配信されており、水・木曜日14:00にそれぞれ前日に配信した「本放送」のアーカイブを公開。

2023年8月7日から12月25日まで
- OPENREC.tvにてストリーミング配信
- 火曜19:00に収録分配信、19:30に生配信
  - 生配信は前半が無料パート、後半が有料パート。
  - 収録分は2週間無料公開、それ以降は会員限定であった。

2024年1月9日から4月30日まで
- OPENREC.tvにてストリーミング配信
  - 火曜21時に収録分を配信。本編とメンバー限定のおまけパートがあった。
  - それ以前に毎週行っていた生配信は不定期で行われた。

2024年6月3日から
- 月曜19:30に生配信
  - 本編とメンバー限定のおまけパートがあった。
  - YouTube Liveでも本編のみ同時配信。
- 5月3日には『「あずえりRG」GW特別生配信』として生配信された。

## 主なコーナー
Revival
対決コーナー。リスナーから送られる過去の配信回から出題されるクイズに挑戦する。
Really?
リスナーが知っている嘘のような本当の話を募集し、それを2人にクイズ形式で質問する。
Remember
リスナーから募集した「初めての○○」というお題を元にしてトークしていく。
Recommend
リスナーから2人に「オススメしたいこと・もの」を募集し、2人が興味を持てばお礼のハガキがリスナーに送られる。
2人の持ちポイントをそれぞれ5ポイントずつとし、合計9ポイント以上となれば合格となる。
なりきりReporter
リスナーから募集した「なりきってほしい人物の設定」に合わせ、インタビューに受け答えしてもらう。
Riddle
リスナーから募集したなぞなぞを元にして、2人が目標ポイントを目指し対決していく。

### 過去のコーナー
あずえりのファンタジー世界の日常
リスナーからファンタジー世界でありそうなあるあるを募集し、それを台本に反映していく。台本に採用されたリスナーは、番組ホームページに順次クレジットされていた

## あずえりRGでプレイしたゲーム
あずえりRGではゲームをプレイ + 雑談トークの番組である。
今までプレイしたゲームは以下のもの。
- Dead by Daylight
- モンスターハンターライズ

## イベント
あずえりR&鬼頭明里のSmiley pop
2020年1月5日に科学技術館サイエンスホールにて開催。『鬼頭明里のsmiley pop』から鬼頭明里が出演。
あずえりR & 鬼頭明里の Smiley pop 合同イベント 2021
2021年1月9日に開催。新型コロナウイルスの影響により無観客開催となり、ニコニコ生放送にて有料生配信を実施。
「あずえりRG」番組イベント2024
2024年5月26日に星陵会館にて開催。ゲストとして鬼頭明里と長縄まりあが出演。
Zaikoにて有料生配信を実施。